# Erzbischof von Neuseeland

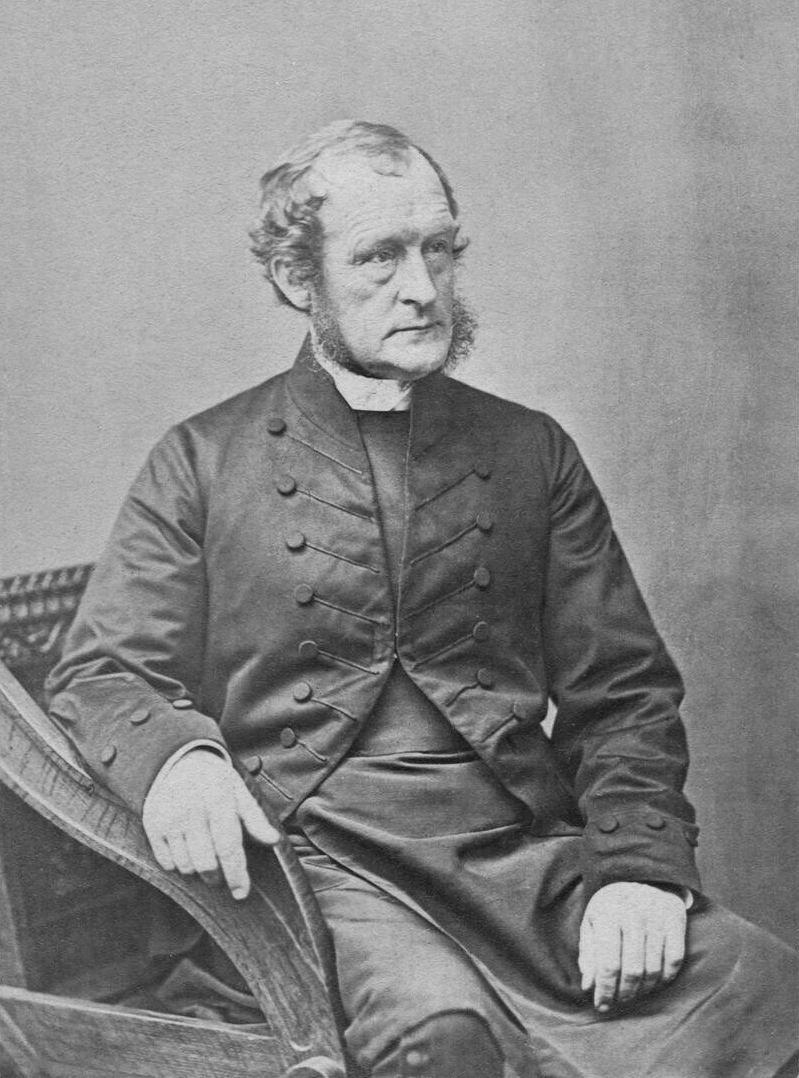
George Augustus Selwyn, erster Bischof von Neuseeland

Der Erzbischof von Neuseeland ist der Primas der Anglican Church in Aotearoa, New Zealand and Polynesia.
Seit Whakahuihui Vercoe am Ende seiner zweijährigen Amtszeit 2006 zurücktrat, entschied die Generalsynode, den Posten auf drei Bischöfe aufzuteilen, die ihn gemeinsam wahrnehmen. Jeder Bischof vertritt eine der tikanga oder kulturellen Strömungen in der Kirche: Te Pihopatanga o Aotearoa (das Bistum von Aotearoa für die Māori), die Diözesen in Neuseeland (für die weißen Siedler = Pakeha) und die Diözese von Polynesien.

## Geschichte
George Selwyn wurde 1841 der erste Bischof von Neuseeland. Auf sein Betreiben wurde die wachsende anglikanische Gemeinde in Neuseeland eigenständig und sein Amtsbereich mehrfach aufgeteilt.
1868 hatte Neuseeland sieben Diözesen, die von Selwyn selbst wurde in Diözese von Auckland umbenannt. Sie umfasste damals noch die Diözese von Waikato. Die Diözese von Melanesien war noch Teil der Kirchenprovinz. Nach Selwyns Wechsel auf den Bischofssitz des englischen Lichfield wurde der Leiter der anglikanischen Kirche in Neuseeland unter den Diözesanbischöfen gewählt und verwendeten gelegentlich den Titel Erzbischof von Neuseeland. Seit dem Primas von Churchill Julius 1902, wurde der Titel der für das Kirchenoberhaupt übliche. Der Erzbischof war einer der Diözesanbischöfe der Kirchenprovinz und behielt seine Diözese während seiner Amtszeit.
1925 nahm die Diözese von Polynesien als Missionarsdiözese ihre Tätigkeit auf. 1928 wurde der erste Bischof von Aotearoa, für die Māori zuständig, als Suffraganbischof des Bischofs von Waiapu ernannt. In den 1970ern wurde Melanesien eine selbständige Kirchenprovinz und der Bischof von Aotearoa wurde vollwertiger Diözesanbischof mit Zuständigkeit für die Māori in ganz Neuseeland. Unter dem Primat von Brian Davis wurde Polynesien eine eigene Diözese und eine Reform der Kirchenstrukturen wurde in Angriff genommen. 1992 beschloss die Generalsynode die Bildung von fünf hui amorangi oder Regionalbistümern unter der Ägide des Bischofs von Aotearoa. Die Kirchenprovinz nahm ihren heutigen Namen Anglican Church in Aotearoa, New Zealand and Polynesia an, um zu zeigen, dass sie das Eigentum aller drei tikanga ist. Es gab auch eine Tendenz, eher den Titel presiding bishop anstelle archbishop zu verwenden. John Paterson, Davis’ Nachfolger war der erste so betitelte Bischof.
Die Amtszeit wurde auf zwei Jahre beschränkt, um mehr Bischöfen eine Teilhabe an der Leitung zu ermöglichen. Anstelle eines Leiters wurde ein Triumvirat mit der Leitung betraut.

## Liste der Primasen von Neuseeland
| Bischof / Primas von Neuseeland  | Bischof / Primas von Neuseeland | Bischof / Primas von Neuseeland                       | Bischof / Primas von Neuseeland                                              |
| Von                              | Bis                             | Amtsinhaber                                           | Anmerkungen                                                                  |
| -------------------------------- | ------------------------------- | ----------------------------------------------------- | ---------------------------------------------------------------------------- |
| 1841                             | 1867                            | George Selwyn, Bischof von Neuseeland, ab 1856 Primas | vom 17. Oktober 1841 bis 1856 Bischof, danach Primas                         |
| 1867                             | 1890                            | Henry Harper, Primas von Neuseeland                   | ab 1856 auch Bischof von Christchurch                                        |
| 1890                             | 1893                            | Octavius Hadfield, Primas von Neuseeland              | ab 1870 auch Bischof von Wellington                                          |
| 1893                             | 1902                            | William Cowie, Primas von Neuseeland                  | ab 1869 auch Bischof von Auckland                                            |
| 1904                             | 1919                            | Samuel Nevill, Primas von Neuseeland                  | amtierender Primas ab 1902; ab 1871 auch Bischof von Dunedin                 |
| Primas/Erzbischof von Neuseeland |                                 |                                                       |                                                                              |
| 1922                             | 1925                            | Churchill Julius, Erzbischof von Neuseeland           | ab 1890 auch Bischof von Christchurch                                        |
| 1925                             | 1940                            | Alfred Averill, Erzbischof von Neuseeland             | ab 1914 auch Bischof von Auckland                                            |
| 1940                             | 1951                            | Campbell West-Watson, Erzbischof von Neuseeland       | ab 1926 auch Bischof von Christchurch                                        |
| 1952                             | 1961                            | Reginald Owen, Erzbischof von Neuseeland              | ab 1947 auch Bischof von Wellington                                          |
| 1961                             | 1971                            | Norman Lesser, Erzbischof von Neuseeland              | ab 1947 auch Bischof von Waiapu                                              |
| 1972                             | 1980                            | Allen Johnston, Erzbischof von Neuseeland             | an 1969 auch Bischof von Waikato                                             |
| 1980                             | 1985                            | Paul Reeves, Erzbischof von Neuseeland                | Seit 1979 auch Bischof von Auckland, danach Generalgouverneur von Neuseeland |
| 1986                             | 1997                            | Brian Davis, Erzbischof von Neuseeland                | Seit 1986 auch Bischof von Wellington                                        |
| 1998                             | 2004                            | John Paterson, Vorsitzender Bischof von Neuseeland    | ab 1994 auch Bischof von Auckland                                            |
| 2004                             | 2006                            | Whakahuihui Vercoe, Erzbischof von Neuseeland         | ab 1981 Bischof von Aotearoa                                                 |
| 2006                             | amtierend                       | Brown Turei, Co-Erzbischof von Neuseeland             | Leitender Bischof des Māori-Tikanga; seit 2006 Bischof von Aotearoa          |
| 2006                             | April 2013                      | David Moxon, Co-Erzbischof von Neuseeland             | Leitender Bischof der Diözesen von Neuseeland, seit 1993 Bischof von Waikato |
| 2006                             | 2010                            | Jabez Bryce, Co-Erzbischof von Neuseeland             | Pazifik-Primas, seit 1975 Bischof von Polynesien                             |
| 2010                             | amtierend                       | Winston Halapua, Co-Erzbischof von Neuseeland         | Pazifik-Primas, seit 2010 Bischof von Polynesien                             |
| 1. Mai 2013                      | amtierend                       | Philip Richardson, Erzbischof von Neuseeland          | Erzbischof der Diözesen von Neuseeland, seit 1999 Bischof von Taranaki.      |